# 宋仁貴
宋仁貴（？—？），湖廣郴州路桂陽縣人，明朝政治人物。

## 生平
洪武十八年（1385年）乙丑科進士。授行人司行人，查察水災災情時受賄，謫戍金齒衛充軍。